# Покровка (Олександрійський район)
Покро́вка —  село в Україні, у Олександрійському районі Кіровоградської області. Входить до складу Петрівської селищної громади. Населення становить 84 осіб.

## Населення
Згідно з переписом УРСР 1989 року чисельність наявного населення села становила 89 осіб, з яких 34 чоловіки та 55 жінок.
За переписом населення України 2001 року в селі мешкали 84 особи.

### Мова
Розподіл населення за рідною мовою за даними перепису 2001 року:
| Мова       | Відсоток |
| ---------- | -------- |
| українська | 97,62 %  |
| російська  | 2,38 %   |